# فریتس کل
فریتس کِل (آلمانی: Fritz Kehl; ۱۲ ژوئیهٔ ۱۹۳۷) بازیکن فوتبال اهل سوئیس بود.
از باشگاه‌هایی که در آن بازی کرده‌است می‌توان به باشگاه فوتبال وینترتور و باشگاه فوتبال زوریخ اشاره کرد.
وی همچنین در تیم ملی فوتبال سوئیس بازی کرده‌است.